# II Baruque
II Baruque é um texto pseudepígrafo judaico, de tema apocalíptico, que se acredita ter sido escrito no final do século I ou no início do século II, depois da destruição do Templo em 70 d.C.. O texto é atribuído ao bíblico Baruque e, por isto, é associada ao Antigo Testamento, mas não é considerada como parte do cânone bíblico nem pelos judeus e nem pela maioria das denominações cristãs. O texto foi incluído em algumas edições da Peshitta e é parte do cânone bíblico na tradição ortodoxa síria. 
Com 87 capítulos, partes de II Baruque são conhecidas por outros nomes. Os primeiros 77 formam o Apocalipse Sírio de Baruque e os capítulos 78 a 87 são conhecidos como Epístola de Baruque às Nove Tribos e Meia ou apenas Epístola de Baruque.

## Manuscritos
A "Epístola de Baruque" é mais conhecida e circulou de forma mais ampla que o resto do livro e aparece em 36 manuscritos sírios. O "Apocalipse de Baruque" nunca alcançou essa popularidade. Um trecho em latim era conhecido por uma citação em Cipriano. Um fragmento em grego koiné do século IV ou V foi encontrado entre os Papiros de Oxirrinco. Dois trechos também eram conhecidos a partir de lecionários do século XIII da Igreja Ortodoxa Síria.
O texto completo de II Baruque é conhecido a partir de um manuscrito sírio do século VI ou VII descoberto por Antonio Ceriani na Biblioteca Ambrosiana, em Milão, em 1866. Um manuscrito em árabe do texto completo foi descoberto em 1974. Aparentemente trata-se de uma tradução livre de uma versão em sírio similar à do manuscrito de Milão.

## Descrição
Embora o canônico Livro de Jeremias retrate Baruque como sendo o escriba de Jeremias, II Baruque o apresenta também como um profeta. O autor tem um estilo similar ao do autor de Jeremias: um misto de orações, lamentações e visões. Embora Baruque cite o Cerco de Jerusalém (587 a.C.) por Nabucodonosor II, acredita-se atualmente que o texto tenha sido escrito como reação à queda de Jerusalém (70) por volta de 135.
A versão em sírio é quase certamente uma tradução de uma versão em grego koiné, que, por sua vez, era uma tradução de um original em hebraico. Há uma relação próxima entre o apocalipse descrito em II Baruque e o de II Esdras, mas os críticos se dividem sobre a questão de qual versão influenciou a outra. O mais provável é que II Baruque seja uma imitação de II Esdras e, portanto, posterior. Alguns estudiosos defendem que a obra é uma composição de diversos autores, mas a maioria dos críticos favorece a tese do autor único.
O Apocalipse de Baruque lida em parte com os mesmos problemas tratados em II Esdras: o sofrimento de um povo devotado a Deus e seu triunfo final sobre os opressores. Seu messianismo, em geral, é terreno, mas na parte final do livro o reino do Messias tende indiscutivelmente para uma concepção mais espiritual. Importância maior é dada à Lei do que em II Esdras. Assim como em Esdras, a origem do pecado remonta à desobediência de Adão, mas os dois livros divergem na postura em relação à natureza hereditária deste pecado: enquanto II Esdras a defende, II Baruque afirma, de forma única, que "cada um de nós foi o Adão de sua própria alma" (II Baruque 54:15).

## Conteúdo
A primeira parte do texto (o "Apocalipse") está estruturada em trios: três jejuns, cada um deles seguido de três visões e três discursos para o povo. As visões são notáveis por sua discussão da teodiceia, do problema do mal e de sua ênfase na predestinação. Segundo o texto, os objetos sagrados do Templo foram salvos da destruição sob a proteção dos anjos e serão devolvidos na restauração profetizada no Livro de Jeremias. A segunda parte ("Epístola") é uma longa carta.

### Apocalipse Sírio de Baruque
- Capítulos 1-5: Deus revela a Baruque a iminente destruição de Jerusalém e pede que ele deixa a cidade com todas as demais pessoas piedosas. Baruque não sabe como o nome de Israel será lembrando e como a promessa feita a Moisés poderá ser cumprida se o Templo estiver em ruínas. Deus explica-lhe que um edifício terreno como aquele não é o que Ele mostrou a Adão antes da Queda e a Moisés no monte Sinai e assegura a Baruque que o sofrimento de Israel não será permanente. Então Baruque, Jeremias e os outros piedosos seguem para o Vale Kidron, onde lamentam e jejuam.
- Capítulos 6–8: no dia seguinte, os caldeus cercam a cidade e Baruque é levado milagrosamente para a muralha de Jerusalém, a partir de onde ele vê quatro anjos com tochas incendiando a muralha. Antes, porém, um outro anjo recebeu os objetos sagrados do Templo e os engoliu até o final dos tempos.
- Capítulos 9–12: sete dias depois da captura de Jerusalém, Baruque novamente recebe uma revelação. Ele recebe a notícia que Jeremias terá que ir com os cativos para Babilônia, mas ele próprio deverá permanecer nas ruínas de Jerusalém, onde Deus irá lhe revelar o que irá acontecer no fim dos dias. Baruque canta um lamento sobre a destruição de Jerusalém.
- Capítulos 13–20: depois de jejuar por sete dias, Baruque recebeu uma revelação sobre a punição futura dos pagãos e de todas as pessoas "sem Deus"; ele responde ao Senhor reclamando sobre o triste destino dos homens e Deus lhe responde que o homem foi instruído na Lei e que, a partir de então, o tempo deverá andar mais rápido, uma referência à iminência do fim dos dias.
- Capítulos 21–30: depois de outro jejum de sete dias e de longas orações, os céus se abrem e Baruque ouve uma voz celestial. Primeiro ele é acusado pela dúvida e o Senhor explica que "como Adão pecou e a morte foi decretada contra os que nasceriam, então a multidão dos que nasceriam estava contada e, para eles, um lugar foi preparado onde os vivos poderão viver e os mortos poderão ser vigiados" e, por iss, o "tempo futuro" virá apenas quando a terra tiver dado todos os seus frutos. Baruque exige saber quando seu tempo chegará e o Senhor lhe revela a primeira descrição do "tempo futuro", explicando as doze divisões do tempo de opressão (divisões similares às encontradas na "Escada de Jacó") e prevendo uma era messiânica de alegria e a ressurreição dos mortos.
- Capítulos 31–34: Baruque reúne os anciãos do povo e lhes conta que Sião logo será restaurado, mas será destruído novamente e então será reconstruído por toda a eternidade.
- Capítulos 35–40: Baruque, ainda sentado nas ruínas do Templo lamentando, recebe uma nova revelação: em seu sono, ele vê uma floresta rodeada de rochas e despenhadeiros; do outro lado, uma vinha sob qual corre um riacho. O riacho segue silenciosamente até a floresta e se transforma ali numa poderosa correnteza, que destrói a floresta e deixa apenas um cedro de pé. Este cedro também acaba sendo derrubado e é levado até a vinha. Deus explica a Baruque que a floresta é o poderosa "quarto poder" (provavelmente o Império Romano), o riacho é o domínio do Messias e a vinha é o próprio Messias, que irá destruir o último monarca inimigo no monte Sião.
- Capítulos 42–46: o destino dos convertidos e apóstatas é explicado a Baruque, que recebe a ordem de avisar o povo e de se preparar para uma nova revelação. Ele prevê sua própria morte a seu filho e a outros sete anciãos e prevê que não faltará a Israel nem um homem sábio e nem um filho da Lei.
- Capítulos 47–52: Esta parte centra do "Apocalipse" começa com uma grande oração de Baruque, repleta de humildade perante a majestade de Deus, que lhe revela as opressões nos últimos dias, a ressurreição e o destino final dos justos e dos ateus. Desta forma, Baruque compreende que não deve lamentar pelos que morrem e sim se alegrar.
- Capítulos 53–74: uma segunda visão profética se segue, cujo significado é explicado pelo anjo Ramiel. Uma nuvem que surge do mar provoca chuva doze vezes, de águas escuras e brilhantes alternadamente, o que indica o curso dos eventos de Adão até o Messias. As seis chuvas escuras são o domínio dos ateus — Adão, Egito, Canaã, Jeroboão, Manassés e os caldeus. As seis chuvas brilhantes são Abraão, Moisés, David, Ezequias, Josias e a época do Segundo Templo ("ainda assim não tão plenamente quanto no começo"). Depois destas doze chuvas vêm uma outra, ainda mais escura que as outras e cheia de fogo, que aniquila tudo em seu caminho até que um grande brilho interrompe esta terrível tempestade. A nuvem escura é o período entre o tempo do Segundo Templo e o advento do Messias, o período de domínio dos maus antes da era de felicidade eterna.
- Capítulos 75–77: Depois que Baruque agradeceu a Deus pelos segredos que lhe foram revelados, Deus pede-lhe que avise o povo e que se mantenha de prontidão para seu translado ao céu, uma vez que Deis pretende mantê-lo lá até o fim dos tempos. Baruque admoesta o povo e escreve duas cartas: uma para as "Nove Tribos e Meia" (enviada através de uma águia), preservada nos capítulos seguintes, e outra para as "Duas Tribos e Meia" exiladas na Babilônia, cujo conteúdo não é apresentado.

### Epístola de Baruque às Nove Tribos e Meia
Os capítulos 78 a 87 contém a primeira das duas cartas de Baruque. Os temas principais são a esperança pela recompensa futura depois do sofrimento presente, a aceleração do tempo, a permanência da aliança de Moisés e a liberdade do homem para seguir a Deus (Javé).